# Trachelophanes
Trachelophanes is een kevergeslacht uit de familie van de boktorren (Cerambycidae). De wetenschappelijke naam van het geslacht werd voor het eerst geldig gepubliceerd in 1870 door Murray.

## Soorten
Trachelophanes is monotypisch en omvat slechts de volgende soort:
- Trachelophanes puberulus (Chevrolat, 1855)